# Total Cleansing (album)
Total Cleansing – studyjny album zespołu Puissance, który wyszedł w 2001 roku. Wydany został przez dwie wytwórnie, Blooddawn Productions oraz Regain Records.
Materiał zarejestrowano w studiu Blade a stworzeniem wkładki zajął się Mattias Ankrah.

## Lista utworów
1. "A Call To Arms" - 5:04
2. "Gloria" - 5:07
3. "Speak My Voice" - 4:33
4. "Release The World" - 6:27
5. "Regression" - 5:01
6. "Hail The Mushroom Cloud" - 4:55
7. "Genocide" - 3:51
8. "Dreams Of Desolation" - 5:53